# Acrocercops zadocaea
Acrocercops zadocaea är en fjärilsart som beskrevs av Edward Meyrick 1912. Acrocercops zadocaea ingår i släktet Acrocercops och familjen styltmalar.
Artens utbredningsområde är Sri Lanka. Inga underarter finns listade i Catalogue of Life.